# 打衣
打衣（うちぎぬ）とは、表地に光沢や張りをだす処理を施した衣類である。「擣衣（とうい）」と表記する場合もある。
男性は衵（あこめ）に、女性は袿（うちき）に、正装時この処理をしたものを着用した。
同様の成果がある「板引」という処理が行われるようになると、主に板引方法が活用されるようになった。

## 技法・効果
生地に糊を付け、乾燥後に砧台（きぬただい）の上にて杵（きね）で叩き（この作業を砧打という）、糊の強張りを調整し、表面を貝殻で磨く。これにより防水効果を高めると共に生地に強い張りを出し、衣紋が整い、着用後の格好を良くする効果があった。砧打するため「打衣」であり名称の由来となっている。